# سسک‌های بیشه جنوب آسیا
سسک‌های بیشه جنوب آسیا (نام علمی: Horornis) نام یک سرده از تیره سسک‌های بیشه است.